# Mathieu Grondin
Pour les articles homonymes, voir Grondin.
Mathieu Grondin, né le 7 décembre 1979 à Montréal est un comédien québécois qui a notamment joué le rôle de Norbert Gratton dans la série Une grenade avec ça?.
Il est le fils de l'animateur de radio Denis Grondin et le frère de Marc-André Grondin.

## Filmographie
- Nos Étés IV (Série TV) (2008)
- Octobre 1970 (Mini-série) (2006)
- Trudeau II: Maverick in the Making (téléfilm) (2005)
- La Petite Lili (2003)
- Harmonium (Série TV) (2003)
- Une grenade avec ça? (Série TV) : Norbert Graton (2002) (Saisons 1 à 3)
- Souvenirs intimes (1999)
- 4 et demi... (Série TV) (1998)
- Une adolescence à fleur de peau (Série TV) (1996) : rôle, Michel Tremblay adolescent
- Zap (Série TV) (1993)
- Les Intrépides (Série TV) (1993)
- Les Portes tournantes (1988)